# Barthsmühle (Seinsheim)
Barthsmühle ist ein Gemeindeteil des Marktes Seinsheim im Landkreis Kitzingen (Unterfranken, Bayern). Barthsmühle liegt in der Gemarkung Wässerndorf.

## Geografische Lage
Die Einöde liegt am Ickbach, einem linken Zufluss des Breitbachs, und ist von Acker- und Grünland umgeben außer im Westen: hier befindet sich am Hang des Bortsbucks (278 m ü. NHN) eine Photovoltaikanlage. Die Kreisstraße KT 21 führt den Ickbach entlang nach Winkelhofmühle (0,4 km südlich) bzw. nach Obernbreit zur Staatsstraße 2418 (2,2 km nordwestlich). Ein Wirtschaftsweg führt nach Wässerndorf zur Kreisstraße KT 20 (1,2 km östlich).

## Geschichte
Barthsmühle gehörte ursprünglich zur Realgemeinde Wässerndorf und unterstand wie diese dem schwarzenbergischen Amt Wässerndorf, das das Hoch- und Niedergericht ausübte.
Mit dem Gemeindeedikt (frühes 19. Jahrhundert) wurde Barthsmühle dem Steuerdistrikt Gnötzheim und der Ruralgemeinde Wässerndorf zugewiesen. Im Zuge der Gebietsreform in Bayern wurde Barthsmühle am 1. Mai 1978 nach Seinsheim eingemeindet.

### Einwohnerentwicklung
| Jahr      | 001818 | 001836 | 001840 | 001861 | 001871 | 001885 | 001900 | 001925 | 001950 | 001961 | 001970 | 001987 |
| Einwohner | 5      | 8      | 8      | *      | 7      | 6      | 5      | 8      | 8      | 7      | 7      | 4      |
| Häuser    | 2      | 1      | 1      |        |        | 1      | 1      | 1      | 1      | 1      |        | 1      |
| Quelle    | [ 6 ]  | [ 10 ] | [ 11 ] | [ 12 ] | [ 13 ] | [ 14 ] | [ 15 ] | [ 16 ] | [ 17 ] | [ 18 ] | [ 19 ] | [ 1 ]  |

## Religion
Barthsmühle ist römisch-katholisch geprägt und bis heute nach St. Peter und Paul (Seinsheim) gepfarrt.